# Халіун
Халіун – сомон аймаку Говь-Алтай, Монголія. Територія 5,6 тис км кВ, населення 3,8 тис. Центр – селище Халіун знаходиться на відстані 87 км від міста Алтай та 1088 км від Улан-Батора. Є школа, лікарня, сфера обслуговування, майстерні.

## Рельєф
Гори Хантайширийн нуруу (3000 м), Хар Азарга, Бурханбуудай (3768 м), долини Халіун, Чацран, Ологбулаг. Річки Уст Чацран, Халіун, Сууж, Шарга, Гуу баріач.

## Клімат
Різкоконтинентальний клімат. Середня температура січня -20 градусів, липня +16+20 градусів. Протягом року в середньому випадає 150 мм опадів.

## Корисні копалини
Вугілля, дорогоцінне каміння, хімічна та будівельна сировина.

## Тваринний світ
Водяться корсаки, аргалі, дикі кози, лисиці, вовки, корсаки, манули, зайці, тарбагани.